# Orologiile Chișinăului

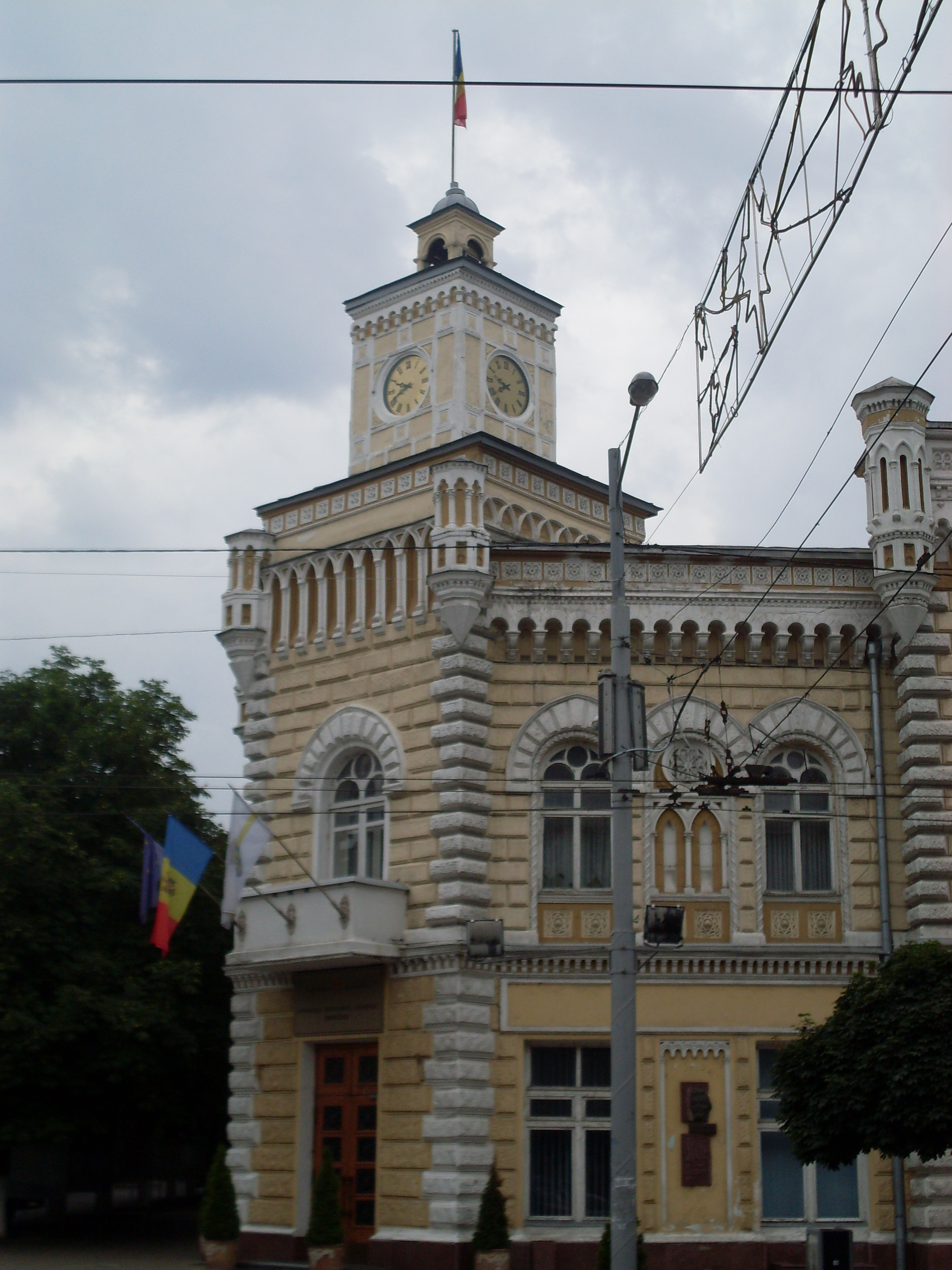
Orologiul de la intrarea în Primărie este nu mai puțin important decât orologiul orașului

Prima informație despre un orologiu la Chișinău datează din 1820. În centrul Grădinii Publice orășenești (actuala Grădină Publică Ștefan cel Mare și Sfânt) au fost instalate două ceasuri — unul mecanic și unul solar — în jurul cărora a fost ridicat un zid nu prea înalt. Se știe, de asemenea, de existența unui orologiu englezesc instalat la arestul din centrul orașului (clădirea nu s-a păstrat).
Un orologiu a fost instalat și pe pridvorul bisericii Ciuflea în 1885, altul deasupra intrării principale în Primărie.
Orologiul orașului este considerat cel instalat la nivelul superior al Arcului de Triumf, construit în 1841. Primul orologiu pentru Arc a fost cumpărat de la meșterul Helzel din Odesa, pe bani donați de guvernatorul Basarabiei Pavel Fiodorov. Întreținerea și reparația acestuia între anii 1842–49 a căzut în răspunderea meșterului ceasornicar Spiller. În 1880 orologiul a fost înlocuit cu unul fabricat la Ulm, Germania. Acesta bătea din 15 în 15 minute, iar cadranul era luminat de o lampă de gaz (din 1897 de un bec electric). Orologiul orașului a avut de suferit la începutul celui de-al doilea război mondial, când Arcul de Triumf a cedat în urma bombardamentelor. Reparația ceasornicului a fost asigurată în 1942 de către meșterul Bogosov, fiind cheltuiți în acest scop 18.000 lei.